# 심환지
심환지(沈煥之, 1730년 - 1802년 10월 18일)는 조선 의정부 영의정 직책을 지낸 조선 영조·정조·순조 시대의 문신이다. 본관은 청송(靑松)이고 자는 휘원(輝元), 호는 만포(晩圃)이다. 시호는 문충(文忠)이다. 노론 벽파의 지도자로 우의정·좌의정과 영의정 등을 지냈다. 심온과 심강의 후손으로, 심의겸의 형인 심인겸의 8대손으로 의정부 영의정에 추증된 심진(沈鎭)의 아들이며, 홍문관 교리를 지내고 좌찬성에 추증된 심태현(沈泰賢)의 손자이다.

## 생애

### 생애 초기
할아버지는 교리를 지내고 좌찬성에 추증된 심태현(沈泰賢)이고 아버지는 의정부 영의정에 추증된 심진(沈鎭)이며, 어머니는 대사간을 지낸 신무일(愼無逸)의 딸 증 정경부인 거창신씨이다. 부인은 부사 김이복(金履福)의 딸 정경부인 (신)안동김씨이다.
1762년 소과 진사시험에 합격하고 1771년 정시문과(庭試文科)에 병과(丙科)로 급제하였다. 이후 여러 관직을 지내고 사간원정언(司諫院正言)이 되었다. 그 뒤 여러 벼슬을 거쳐 1777년 정조 즉위 후 홍문관 부수찬(弘文館副修撰)으로 전임되었다. 관료 생활 초기 성리학적 대의명분에 입각한 의리(義理)와 공의(公議)를 중시하여, 언관으로 지내며 의리와 공의를 강조하는 격렬한 언론을 펼쳐 여러 차례의 유배와 귀양살이를 겪기도 하였다. 초년의 심환지는 김귀주와 친하게 지내는 사이였으므로, 홍국영과는 사이가 좋지 않았다. 그 후 홍국영이 김종수 등 노론 강경파와 소론 서명선 등 양측으로부터 공격을 받고 몰락하자, 요직에 올라 김종수, 유언호 등과 함께 활동하였다.

### 정치 활동
1779년 홍문관부수찬으로 경연검토관(經筵檢討官)을 겸하였다. 곧 접위관(接慰官)으로 옮겼다가 다시 홍문관부교리(弘文館副校理)로 옮기다.
1784년 세자시강원문학(世子侍講院文學)을 겸하였고, 곧 승진하여 세자시강원필선(世子侍講院弼善)이 되었다. 87년 충청도암행어사로 나가 민생을 시찰하고 돌아왔고, 그해 대사성(大司成)이 되었다.
이후 당상관으로 승진, 1789년 사간원대사간, 1790년 성균관대사성(成均館大司成), 1791년 이조참의(吏曹參議)로 전임되었다. 1792년 가선대부 형조참판으로 승진하였으나 그해 평택안핵어사(平澤按覈御史)로 있던 김희채(金熙采)의 탄핵(彈劾)으로 김갑도(金甲島)에 위리안치되었다.
1793년 풀려나 복직되었고, 그해 이조참판, 승정원도승지, 규장각제학을 역임했다. 그해 다시 성균관대사성이 되었으며, 대사성으로 비변사제조를 겸했다.
1794년 외직인 능주목사(綾州牧使)로 나갔다가 다시 돌아와 예문관제학(藝文館提學)에 제수되었다. 이어 규장각제학(奎章閣提學)으로 옮겼다.
1795년 병조판서로 승진되었다. 이후 홍문관제학(弘文館提學)에 임명되었고, 지경연사(知經筵事)를 겸하였다. 그해 사헌부대사헌(司憲府大司憲)에 제수되었다가 다시 예조판서(禮曹判書), 형조판서(刑曹判書)를 거쳐 지의금부사(知義禁府事)를 지내고 이조판서(吏曹判書)가 되었다.
이 기간 중 그는 벽파의 선봉장을 자처하여 남인계열의 채제공(蔡濟恭)·이가환(李家煥), 소론 계열의 서명선(徐命善) 등에 대한 비판과 공격, 탄핵에 앞장섰다. 1795년 의정부우의정(議政府右議政)으로 승진, 1796년 예문관제학(藝文館提學)을 거쳐 1797년 행 대호군(大護軍)으로 전임되었다. 의정부우참찬(議政府右參贊), 1798년 의정부 우의정(議政府右議政)이 되었다. 1799년 판중추부사(判中樞府事)를 겸하였고, 경모궁도제조(景慕宮都提調)를 겸하였으며, 의정부 좌의정(議政府左議政)으로 자리를 옮겼다.

### 순조 즉위 초반의 정치활동
1800년 세자의 사부가 되어 세자시강원부(世子侍講院傅)를 겸하였다.
1800년 정조가 갑자기 사망하자 정순왕후의 신임을 바탕으로 순조 즉위 초반 의정부 영의정(議政府領議政)에 올라 원상(院相)으로서의 정무를 보며 내분을 수습하였다. 이어 정순왕후(貞純王后)의 수렴청정으로 남인과 소론 및 시파가 몰락하고 벽파(僻派)가 집권하게 되었다.
천주교에 대한 반대의사를 표명, 1802년 천주교 탄압을 이용하여 남인계열과 시파를 정치적으로 제거한 신유사옥을 주관하였다. 이후 정조가 설정한 왕권 중심 군사적 구도의 핵심이며, 시파세력인 김조순(金祖淳) 계열이 진출, 장악하고 있던 장용영(壯勇營)을 혁파하였다. 또한 김관주(金觀柱), 정일환(鄭日煥) 등 노론 강경파를 등용하여 남인, 소론 및 노론 시파 등 반대파에 대한 공격과 탄압에 앞장서게 했으며, 권유(權裕)를 대사헌에 임명하는 등 같은 노론이면서도 시파에 속했던 김조순 등에 대한 공격을 유도, 지휘하였다. 신유박해 때 시파(時派)에 대대적 타격을 가하고 남인을 공격할 목적으로 천주교신봉자 교도에 대한 박해와 처벌에 가담했다.

### 사후
심환지는 1802년 10월 18일에 72세를 일기로 사망했다. 그 해 순조는 심환지에게 문충(文忠)이라는 시호를 내렸고, 대왕대비(大王大妃)가 승지(承旨)를 보내어 예로써 치제(致祭)하였다. 그러나 정순왕후 사후 노론 시파였던 김조순이 집권하면서 정조의 치적을 파괴한 역적으로 단죄되었다.
1806년 무고한 인명을 살해하고 순원왕후(純元王后)의 대혼(大婚)을 방해했다는 죄목으로 관직(官職)을 추탈 당하였다.
고종 즉위 후, 1864년 7월에 복권되었다.

### 정조와의 관계
노론 벽파(僻派)의 거두로 정조와 정치적으로 대립한 것으로 알려져 왔다. 그러나, 2009년 2월에 발견된 어찰집(御札帖, 심환지와 정조가 나누었던 비밀 편지 모음)를 통해 밝혀진 사실에 의하면, 정조는 각종 현안이 있을 때마다 비밀 편지로 심환지와 미리 상의했으며, 때로는 서로 '각본'을 짜고 정책을 추진할 정도로 측근으로 중용한 것으로 알려졌다. 정조는 그를 싫어하면서도, 다른 정승, 재상, 중신들에 대한 뒷담을 편지로 보냈고, 심지어는 욕설, 육두문자를 순화해서 편지로 보냈는데 그는 이에 대해 꼬박꼬박 응답했다. 그러나 당시 시국은 그를 김종수보다도 극단적인 인물로 비난, 매도했다.

## 평가
사후 성격이 교활하다는 악평을 들었으나 생전에는 불의에 타협하지 않고 진솔하고 원칙적이었으며 청렴하였다는 평이 있다. 정조와 정치적 노선을 달리하였으나 타협을 거부하였고, 정조 사후 그가 추진한 정책을 전부 되돌려버림으로써, 자신의 사후 4년 뒤 정조의 치적을 파괴한 역적으로 단죄되기도 하였다.

## 기타
노론 중 벽파의 일원인 심환지는 남인 다산 정약용을 미워하면서도, 정약용의 형제들 중 유독 정약용을 특별대우했다. 정약용을 추국하면서 이런 혼우라도 믿을수 있어야지라고 중얼댄 것을 정약용이 여유당전서에 실어놓았다. 심환지왈, 출출(어허, 이런), 혼우라도 믿을수가 있어야지(沈煥之曰, "咄咄, 婚友不可恃")라 했다. 정약용의 둘째 아들 정학유는 1800년 초, 예조판서 심각의 손자 심오(沈澳)의 딸과 결혼했는데, 심오의 9대조 할아버지 심달원(沈達源)이 심환지의 10대조 할아버지 심연원(沈連源)의 친동생이었다. 심연원의 손자 심의겸과 그 후손들은 서인이 되었지만, 퇴계이황의 문하생 고봉 기대승의 문하에서 수학한 심달원의 후손들은 그대로 동인, 남인 당원이 되었다.

## 가족 관계
```
자세한 가족관계는 
심이지
 참조
```

- 증조부 : 심속(沈速, 증 영의정)
  - 조부 : 심태현(沈泰賢, 증 좌찬성)
    - 아버지 : 심진(沈鎭, 증 영의정)
    - 어머니 : 증 정경부인 거창신씨
      - 동생 : 심찬지(沈燦之), 심약(심진의 동생)에게 출가
      - 동생 : 심위지(沈위之)
      - 동생 : 심형지(沈炯之)
      - 부인 : 정경부인 안동김씨
        - 장녀 : 전주 이씨, 이의헌에게 출가
        - 차녀 : 청풍 김씨, 김원선에게 출가
        - 양자 : 심능종(沈能種, 생부 : 심찬지)
          - 손자 : 심의요(沈宜堯)
          - 손자 : 심의순(沈宜純), 심능경(심위지의 아들)에게 양자로 출가

    - 장인 : 김이복(金履福)

  - 외조부 : 신무일(愼無逸, 대사간 역임)

## 심환지가 등장한 작품

### 영화
- 영화 《영원한 제국》 배우:최종원,1995

### TV 드라마
- MBC 《조선왕조 오백년 파문》 - 문회원, 1989
- KBS 역사의 라이벌 9화 - 이원종, 1994
- KBS 《소설 목민심서》 - 임혁, 2000
- MBC 《이산》 - 조경환, 2007~2008 - 극중 최석주라는 가상 인물로 출연하여, 사실상 심환지와 비슷한 역을 수행
- CGV 《정조암살미스터리 8일》 - 박찬환 2007
- MBC 《옷소매 붉은 끝동》 - 김병춘, 2021

### 뮤지컬
- 《화성에서 꿈꾸다》 - 이광용 2008